# Route régionale 417 (Maroc)
Pour les articles homonymes, voir Route 417.
 (août 2016).
Améliorez-le ou discutez des points à vérifier. 
La route régionale 417 ou 417 est une route qui relie Larache à Tétouan en passant par Khémis Sahel, Larbaa Ayacha, Barrage Du 9 avril et Dar Chaoui.